# Bittersweet (Blu Cantrell)
Bittersweet è il secondo album di Blu Cantrell.

## Tracce
1. I Love You – 3:48
2. Sleep in the Middle – 4:34
3. Unhappy – 4:08
4. Impatient (feat. Lil Kim & Fat Joe) – 5:00
5. Breathe (feat. Sean Paul) – 3:48
6. Risk It All – 4:59
7. Don't Wanna Say Goodbye – 4:01
8. Happily Ever After – 3:49
9. Holding on to Love – 3:47
10. Let Her Go – 3:25
11. Make Me Wanna Scream (feat. Ian Lewis) – 3:28
12. No Place Like Home – 3:44